# Mahapadma Nanda
Mahapadma Nanda (450–362 a. C.) fue el primer rey de la dinastía Nanda (que se extendió entre el 424 y el 321 a. C.).
Según algunas fuentes, nació de la unión de un barbero y una cortesana, mientras que otros lo describen como un hijo ilegítimo de Mahanandin, el último rey de la dinastía anterior Shishunaga.
Los nandas, bajo MajaPadma Nanda, establecieron el primer gran imperio indio del Norte con su centro político en Magadha, que en los próximos años llevaría al mayor imperio en la India antigua, que sería construido por los mauryas.
Maja-Padma Nanda venció a los antiguos reyes del Norte, pero no para mantenerlos en el trono y extraer tributo de ellos y ser reconocido como el más poderoso (el samrat o chakravarti), sino más bien con el fin de destronarlos y declararse a sí mismo como el ekachatra, el único rey de todas las tierras.
El colapso de la antigua casta ksatriya bajo la rigurosa política de Maja Padma Nanda, que fue explícitamente denigrado como «hijo de un shudrá (esclavo)», y el apoyo que les dio a seguidores de filosofías no védicas, todo fue descrito como signos negativos en los textos Puranas (escritos siglos después de su reinado), que a menudo identifican la aparición de Maja Padma Nanda como el comienzo de kaliyuga ('era de riña').
La tradición dice que reinó durante 88 años.
Anexó partes de Kalinga, el centro de la India, Anga, y la parte superior del valle del río Ganges.
Fue el primer rey shudrá (de la cuarta casta, de los esclavos) en Magadha.
Sus hijos no fueron capaces de retener el poder, y pronto fueron derrocados por Chandragupta Mauria (340-298 a. C.).
El indólogo F. E. Pargiter fecha la coronación de Nanda en el 382 a. C., y R. K. Mookerji la data en el 364 a. C.